# Peter Philipp Geier
Peter Philipp Geier (* 17. Oktober 1792 in Haltenbergstetten; † 2. Juli 1847 in Würzburg) war ein deutscher Ökonom und Hochschullehrer.

## Leben
Geiers Ausbildung ist weitgehend unbekannt. Seine Studien schloss er mit der Promotion zum Doktor der Philosophie und der Staatswirtschaft ab. Er nahm 1814/1815 als Leutnant an den Befreiungskriegen gegen Frankreich teil.
Geier habilitierte sich an der Universität Würzburg. Dort wurde er am 28. September 1817 Privatdozent der Kameralwissenschaft. Am 25. Oktober 1821 erhielt er eine Stelle als außerordentlicher Professor. Die Stelle als ordentlicher Professor der Kameralwissenschaft wurde ihm am 23. Juni 1825 übertragen. Zusätzlich unterrichtete er als Lehrer an der königlichen Kreislandwirtschafts- und Gewerbsschule, einer Vorläuferinstitution der Technischen Hochschule Würzburg-Schweinfurt, sowie als Lehrer am königlichen Schullehrerseminar in Würzburg.
Geier war 1833 bis 1842 als Vertreter der Universität Mitglied im Landrat für Unterfranken.
Geiers Lehr- und Forschungsgebiete umfassten Kameralenzyklopädie, Landwirtschaftslehre, Forstwissenschaft, Bergbaukunde, Technologie und Handelswissenschaft.

## Werke (Auswahl)
- Über Encyclopaedie und Methodologie der Wirthschaftslehre, Nitribitt, Würzburg 1818.
- Über den Haushalt in der Technik, Nitribitt, Würzburg 1820.
- Versuch einer Characteristik des Handels, oder: Darstellung der herrschenden Ansichten von der Natur des Handels und von den zweckmäßigsten Mitteln zu seiner Belebung, Etlinger, Würzburg 1825.
- Lehrbuch der Landwirthschaft: mit einem Anhange, welcher die landwirthschaftliche Technologie enthält, Seidel, Sulzbach 1828.